# Büyükada
Büyükada ("Isola grande" in turco; in greco Πρίγκηπος o Πρίγκιπος?, Prinkipos) è un'isola della Turchia, situata in mezzo al mar di Marmara; è la maggiore dell'arcipelago delle Isole dei Principi.
La maggior parte della popolazione è di fede musulmana, ma nell'isola vive ancora una minoranza Rūm (da 50 a 70 famiglie nel 2019) di religione greco-ortodossa. 
L'isola è ufficialmente divisa in due mahalle, e appartiene al distretto di Adalar di Istanbul, in Turchia.

## Geografia
Büyükada è costituita da due picchi. Quello più vicino all'attracco dei traghetti, İsa Tepesi ("collina di Gesù" in turco), precedentemente chiamata Hristos (Χριστός, il nome greco di Gesù Cristo), è sormontato dall'ex-orfanotrofio greco, un enorme edificio in legno ora in rovina. Nella valle tra le due colline si trovano la chiesa e il monastero di Agios Nikolaos e un ex quartiere fieristico chiamato Luna Park.

## Storia

### Medioevo
L'imperatore bizantino Giustino II aveva costruito un palazzo e un monastero sull'isola nel 569. Un convento di Büyükada fu il luogo di esilio per le imperatrici bizantine Irene d'Atene, Euphrosyne, Teofano, Zoe e Anna Dalassena.
Dopo la sua morte, Irene venne inizialmente qui sepolta; dopo la sua canonizzazione, la salma venne traslata e solennemente tumulata nella Chiesa dei Santi Apostoli a Costantinopoli. Il suo sepolcro fu prima violato dai crociati, che ne saccheggiarono il ricco corredo, nel 1204 e infine distrutto dagli ottomani nel 1461.
A Büyükada ci sono diversi edifici storici, come la chiesa e il monastero greco-ortodossi di Hagia Yorgi risalenti al VI secolo, la chiesa di Agios Dimitrios e la moschea Hamidiye costruita da Abdul Hamid II. Il molo fu costruito e progettato dall'architetto armeno Mihran Azaryan.

### Età moderna e contemporanea
La principessa Fahrelnissa Zeid è nata nel 1901 sull'isola.
Durante la prima metà del XX secolo, l'isola fu popolare tra i ricchi turchi, greci, ebrei e armeni.
Büyükada, insieme ad un'altra delle isole dell'arcipelago, Heybeliada, sono luoghi di villeggiatura particolare dove, «fra le varie ville, si può circolare solo con carrozzelle (i mezzi motorizzati non sono ammessi)  o con asinelli da affittarsi vicino all'imbarcadero».
Dall'aprile del 1929, Lev Trockij, in esilio in Turchia da due mesi, sua moglie e suo figlio furono trasferiti nell'isola dalle autorità turche. A Büyükada, furono trasferiti in una casa chiamata la dimora Yanaros, dove Trockij e sua moglie vissero fino al luglio 1933, quando si trasferirono a Parigi.

## Monumenti e luoghi di interesse

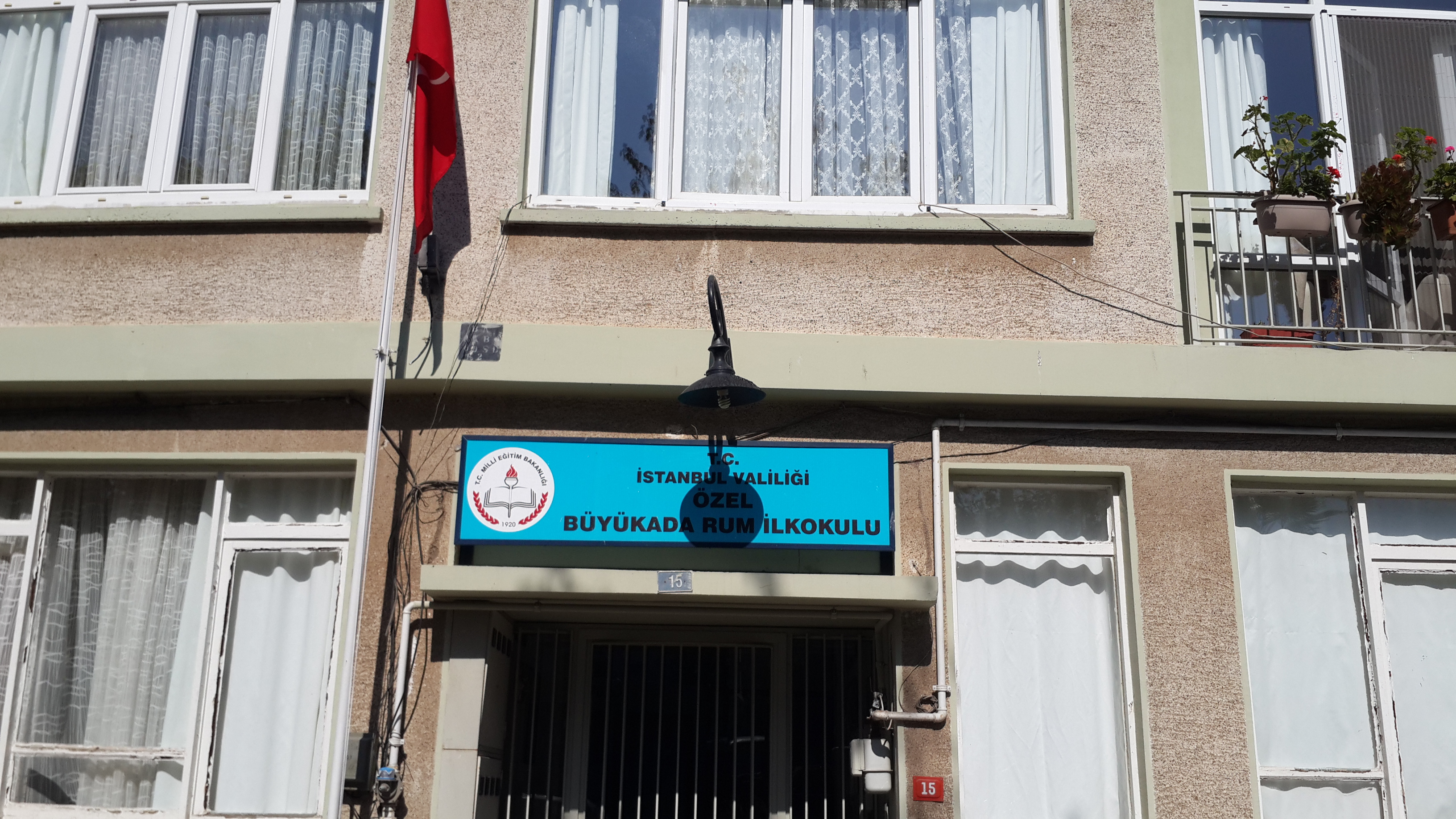
La scuola elementare Rūm (Greca)

Büyükada ha molte chiese storiche, monasteri e palazzi che i turisti possono visitare. Le principali chiese di Büyükada sono le chiese greco-ortodosse di Panagia e Hagios Demetrios, la chiesa francescana di San Pacifico e la chiesa armena di Surp Astvadzadzin Verapolium. Sull'isola esistono anche due monasteri greco-ortodossi: Hagios Georgios Koudonas e Sotiros Christou.
L'isola ha un gran numero di dimore storiche, fra le quali le più popolari sono: la casa di Con Pascià, Yelkencizade, le case Fabiato e Mizzi.
Inoltre, sull'isola c'è l'orfanotrofio greco-ortodosso di Prinkipo, che è la più grande costruzione in legno in Europa e la seconda più grande al mondo.

## Galleria d'immagini

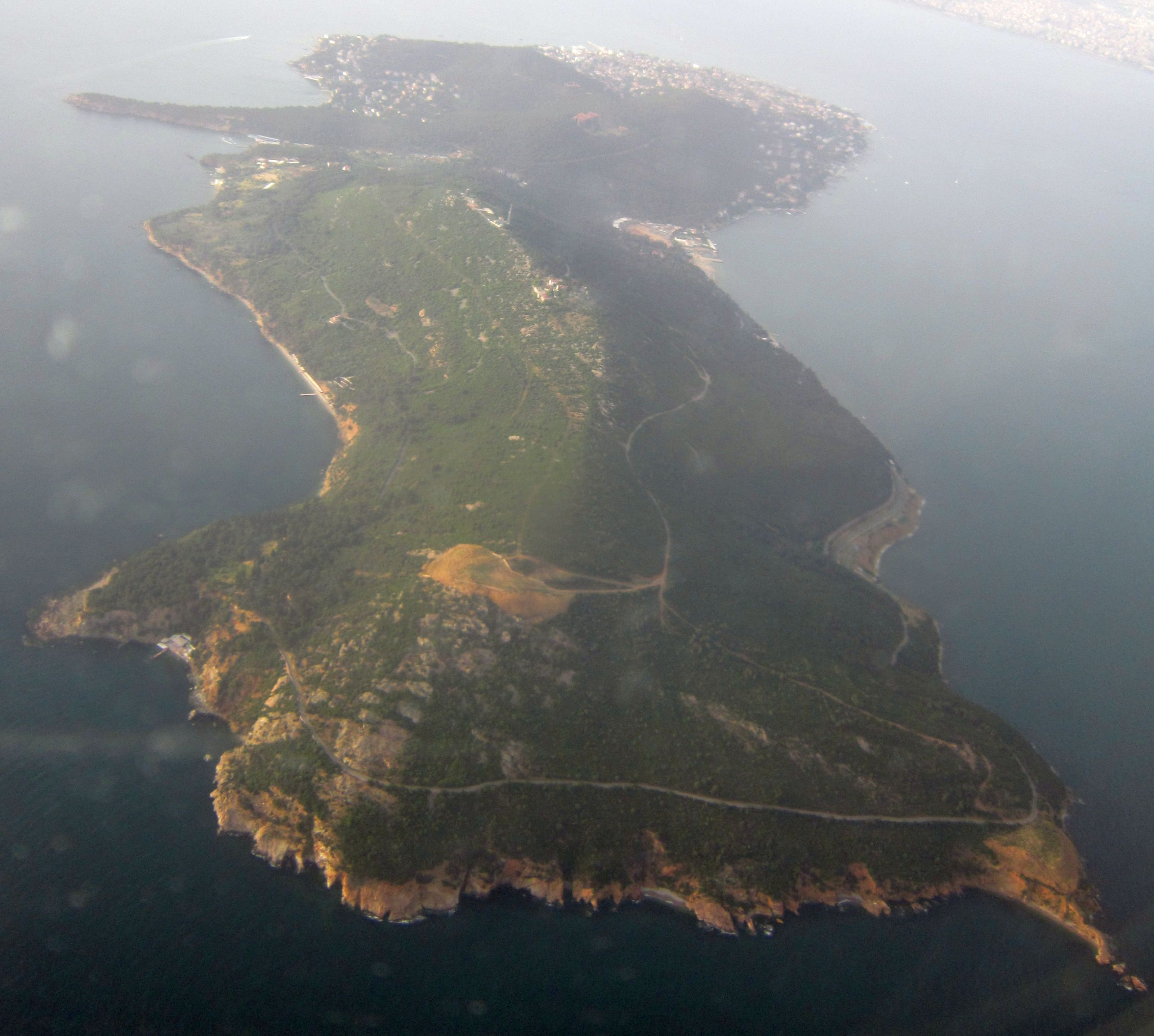
Veduta aerea dell'isola
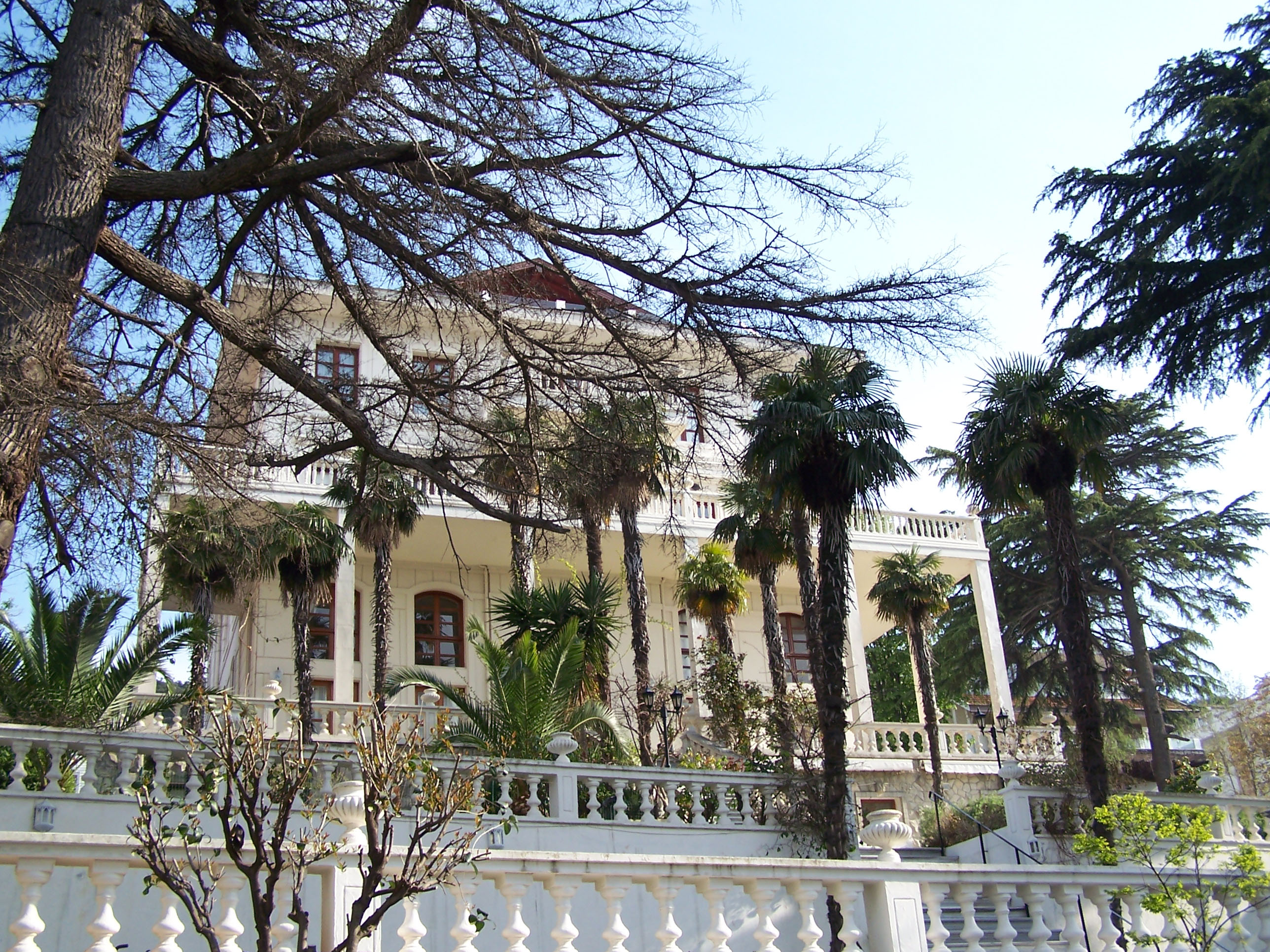
Una tipica casa Ottomana a Büyükada
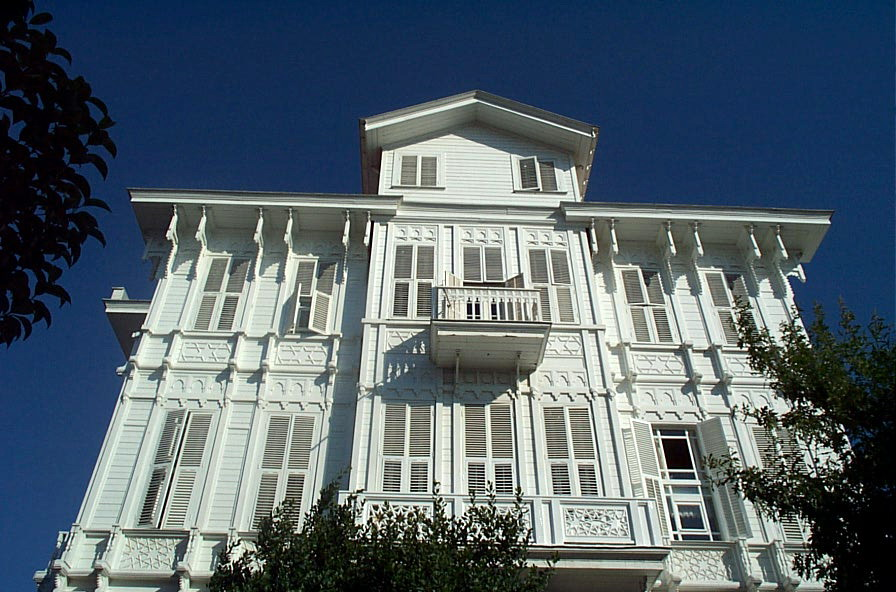
Una tipica Ottomana a Büyükada
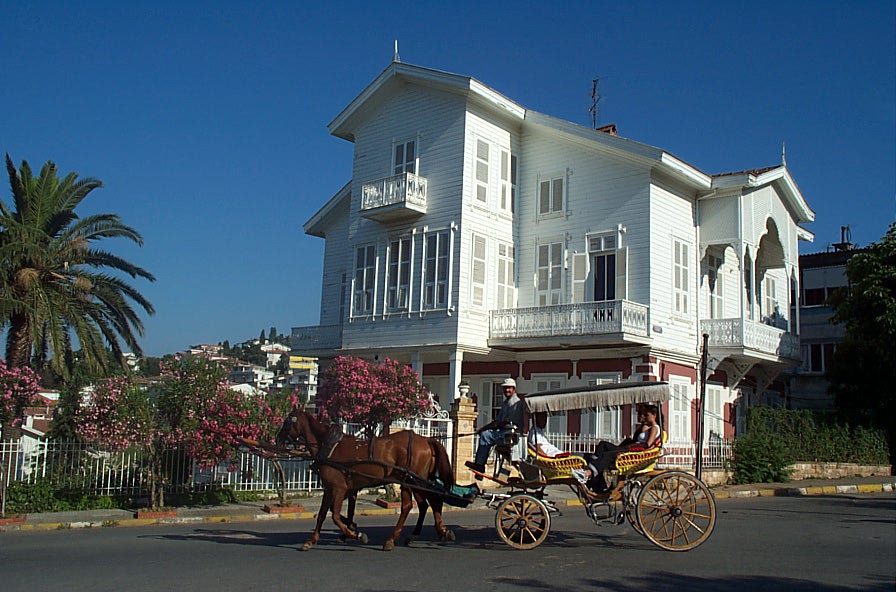
Case Ottomane nelle strade di Büyükada
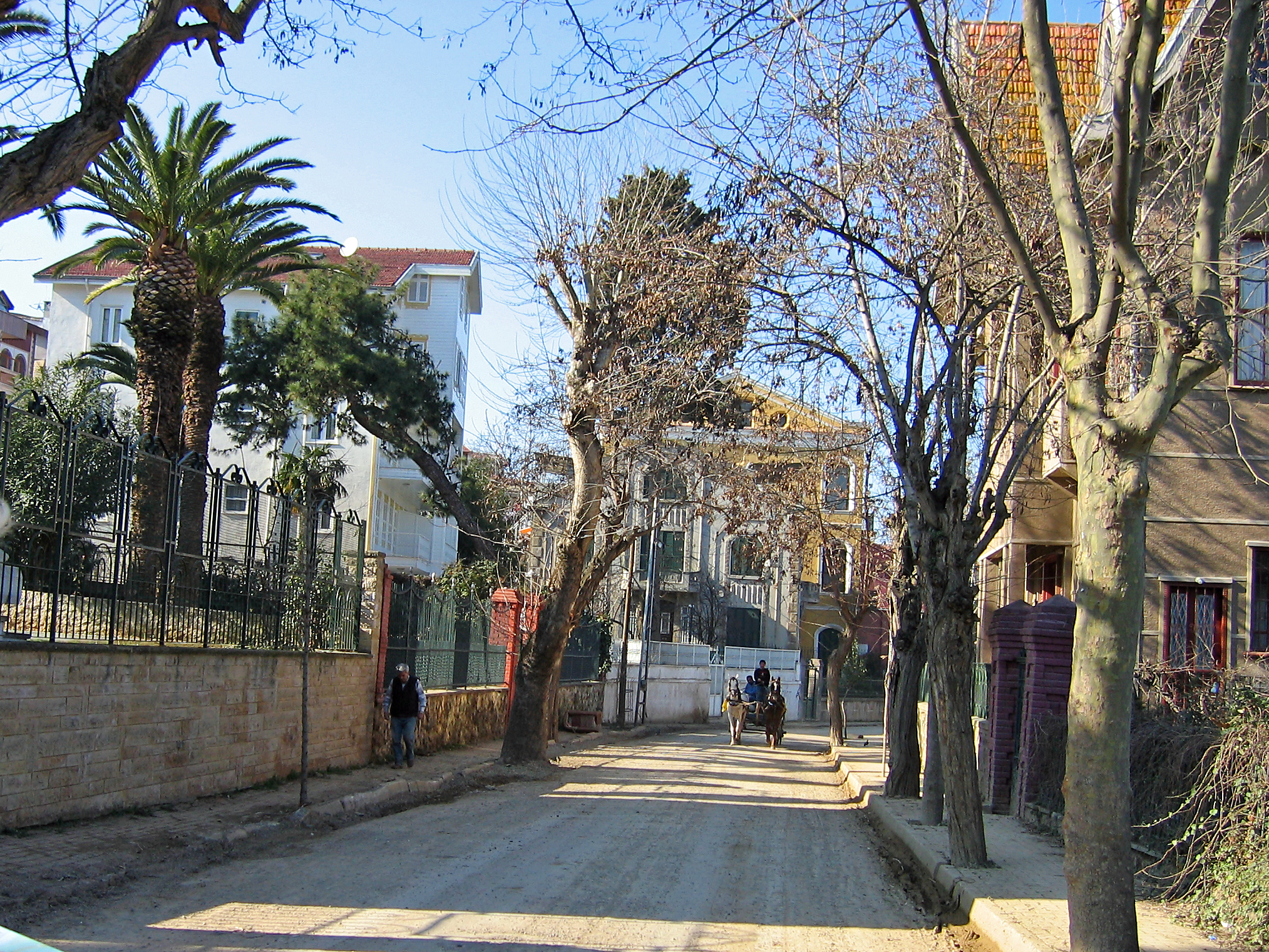
Case Ottomane nelle strade di Büyükada